# Sailor Moon : Les Fleurs maléfiques
Pour plus de détails, voir Fiche technique et Distribution.
Sailor Moon : Les Fleurs maléfiques (劇場版 美少女戦士セーラームーンＲ, Gekijōban Bishōjo Senshi Sērā Mūn Āru, lit. Bishôjo Senshi Sailor Moon R - Le film), est un long-métrage d’animation fondé sur la seconde saison (Sailor Moon R) de la série animée Sailor Moon. et sorti en 1993.

## Synopsis

### Court-métrage:Make Up! Sailor Senshi
Lors de sa sortie au Japon, le film est précédé dans sa diffusion par un court-métrage, Sans fard ! Un portrait des guerrières (メイク アップ！セーラー戦士, Make up! Sailor Senshi). Chibiusa et Usagi prennent un rafraîchissement à la terrasse d’un café, elles ne peuvent s’empêcher d’écouter la conversation de leurs voisines de table, qui brossent un portrait de toutes les guerrières Sailor.

### Histoire principale
Quand il était petit, Mamoru avait rencontré Fioré, un étrange garçon devenu un ami très proche. Celui-ci fut forcé de partir, mais lui fit la promesse de revenir avec des roses.
Quelques années plus tard, Mamoru retrouve Fioré, qui est devenu fort étrange... et peu de temps après, la ville est envahie par des fleurs extraterrestres maléfiques. Sailor Moon et ses amies doivent intervenir pour protéger la Terre.

## Fiche technique
- Titre original : 美少女戦士セーラームーンＲ
- Titre français : Sailor Moon : Les Fleurs maléfiques (appelé Sailor Moon R, le film lors sa réédition en DVD)
- Réalisation : Kunihiko Ikuhara
- Scénario : Sukehiro Tomita d’après l’œuvre de Naoko Takeuchi
- Conception graphique :
  - Direction artistique : Junichi Taniguchi
  - Décors : Hiroshi Komoro
- Animation :
  - Supervision : Tadao Kubota
  - Animation des personnages : Kazuko Tadano
  - Effets spéciaux : Toshiaki Katada
- Son : Yasuyuki Konno
- Montage : Yasuhiro Yoshikawa
- Musique :
  - Compositeur : Takanori Arisawa
  - Générique de fin : Moon Revenge par Peach Hips
- Société de production : Toei Animation
- Société de distribution : Toei Animation
- Production : Tsutomu Tomari
- Pays d’origine :  Japon
- Langue originale : japonais
- Durée : 62 minutes
- Dates de sortie :
  -  Japon : 9 décembre 1993
  -  France : 15 mai 1996

## Distribution

### Voix originales
- Kotono Mitsuishi : Usagi Tsukino / Sailor Moon
- Aya Hisakawa : Ami Mizuno / Sailor Mercury
- Michie Tomizawa : Rei Hino / Sailor Mars
- Emi Shinohara : Makoto Kino / Sailor Jupiter
- Rika Fukami : Minako Aino / Sailor Venus
- Kae Araki : Chibiusa Tsukino
- Toru Furuya : Mamoru Chiba / Tuxedo Kamen
- Keiko Han : Luna
- Yasuhiro Takato : Artemis
- Hikaru Midorikawa : Fiore
- Hiromi Nishikawa : Campanula
- Megumi Ogata : Mamoru Chiba (enfant)
- Tomoko Maruo : Fiore (enfant)
- Wakana Yamazaki : Gurishina
- Yumi Touma : Xenian

### Voix françaises
- Emmanuelle Pailly : Bunny Rivière / Sailor Moon
- Virginie Ogouz : Molly / Sailor Mercure, Artémis
- Francine Lainé : Raya / Sailor Mars
- Agnès Gribe : Marcy Maurane/ Sailor Jupiter, Luna
- Amélie Morin : Mathilda / Sailor Venus, Camille Rivière
- Philippe Ogouz : Bourdu / l’Homme Masqué
- François Leccia : Fioré
- Julie Turin : Xénian

## Sortie française
Sailor Moon : Les Fleurs maléfiques est sorti dans les cinémas français deux ans et demi après sa diffusion au Japon, le 15 mai 1996. Sa sortie est considérée comme un échec commercial et attire moins 18 000 spectateurs en Île-de-France.
Le court-métrage Sans fard ! Un portrait des guerrières est alors remplacé par un extrait du dessin animé Un Garçon Formidable.
Le générique de fin intitulé Moon Revenge est alors tronqué.
Le doublage comporte également des erreurs : en version française, Mathilda est incorrectement appelée « Marcy » dans la scène finale.
Le film est sorti en VHS le 8 avril 1997 et diffusé par l’éditeur Shuriken. Il faut attendre le 24 septembre 2014 pour que le DVD du film, édité par Kazé, sorte en France, sous le nom Sailor Moon R, le film. Il comporte une piste en version originale sous-titrée française, et la version française des années 1990. Le court-métrage Sans fard ! Un portrait des guerrières, qui était resté inédit en France pendant 20 ans est proposé en bonus dans sa version standard.
La version française a été censurée à certains passages:
- Mamoru s'interpose pour protéger Usagi des griffes allongées de Fiore;
- Les quatres Sailor prisonnières de la tour de fleur se font électrocuté sous les yeux de Sailor Moon;
- Fiore transformé torture Sailor Moon;
- Lorsque Sailor Moon se transforme en Princesse Serenity, la chanson Moon Revenge (qui est le générique de fin) est absente.